# Collegio di Ynys Môn
Ynys Môn (pronuncia in lingua gallese: /ˌənɨs ˈmoːn/, ufficialmente chiamato Anglesey fino al 1983) è un collegio elettorale gallese rappresentato alla Camera dei comuni del Parlamento del Regno Unito. Elegge un membro del parlamento con il sistema maggioritario a turno unico; l'attuale parlamentare è Llinos Medi di Plaid Cymru, che rappresenta il collegio dal 2024.

## Storia
Il Laws in Wales Act 1535 (26 Hen. VIII, c. 26) assegnò un seggio alla Camera dei comuni ad ognuna delle dodici contee storiche del Galles (inclusa Anglesey), e due per il Monmouthshire. Tali collegi parlamentari furono autorizzati nel 1536. La legge contiene i seguenti dettami, che ebbero l'effetto di affrancare la contea di Anglesey:

E che per questo attuale Parlamento, e per tutti gli altri Parlamenti convenuti per questo Reame, un Cavaliere dovrà essere scelto ed eletto per lo stesso Parlamento per ognuna delle Contee di Brecknock, Radnor, Mountgomery e Denbigh, e per ogni altra Contea all'interno della Nazione del Dominion del Galles;

I primi risultati noti sono un frammento di quelli del 1541, in cui il nome del Cavaliere della Contea di Anglesey (la denominazione con cui erano noti i deputati provenienti dai collegi di contea fino al XIX secolo) è andato perso. Non è noto se Anglesey fu rappresentata nei parlamenti del 1536 e del 1539.
Il collegio del borough di Newborough, chiamato poi Beaumaris, elesse un membro del Parlamento per i borough di Anglesey. Fu abolito nel 1885, lasciando solo il collegio di contea di Anglesey. Il nome ufficiale del collegio in lingua inglese fu Anglesey, finché nel 1983 venne sostituito con il nome gallese di Ynys Môn. Questo cambiamento modificò solo il nome, e non furono apportate modifiche ai confini del collegio.

## Estensione
Geograficamente il collegio di Ynys Môn comrpende l'intera isola principale di Anglesey, e la piccola Holyhead Island.
Il collegio è una delle cinque "circoscrizioni protette", e le altre sono Na h-Eileanan an Iar, collegio di Orkney and Shetland, Isle of Wight East e Isle of Wight West; questo significa che il collegio non deve sottostare ai requisiti di popolazione minima cui sono invece sottoposti tutti gli altri collegi.

## Membri del parlamento dal 1660
| Elezione | Elezione                  | Deputato             | Partito                                                  |
| -------- | ------------------------- | -------------------- | -------------------------------------------------------- |
|          | Apr 1660                  | Viscounte Bulkeley   | Court                                                    |
| 1661     | Nicholas Bagenal          |                      | Court                                                    |
|          | Feb 1679                  | Henry Bulkeley       | Tory                                                     |
| Ago 1679 | Richard Bulkeley          |                      | Tory                                                     |
| 1685     | Robert Bulkeley           |                      | Tory                                                     |
| 1689     | Thomas Bulkeley           |                      | Tory                                                     |
| 1690     | Richard Bulkeley          |                      | Tory                                                     |
| 1704     | Richard Bulkeley          |                      | Tory                                                     |
|          | 1715                      | Owen Meyrick         | Whigs                                                    |
|          | 1722                      | Richard Bulkeley     | Tory                                                     |
|          | 1725                      | Hugh Williams        | Whigs                                                    |
| 1734     | Nicholas Bayly            | Whig di opposizione  |                                                          |
| 1741     | John Owen                 | Whig di opposizione  |                                                          |
| 1747     | Nicholas Bayly            | Whig di opposizione  |                                                          |
| 1761     | Owen Meyrick              | Whigs                |                                                          |
| 1770     | Nicholas Bayly            | Whig di opposizione  |                                                          |
|          | 1774                      | Thomas Bulkeley      | Opposizione, poi alleato con Burke e in seguito con Pitt |
|          | 1784                      | Nicholas Bayly       | Whig di opposizione, sostenitore di Pitt                 |
| 1790     | William Paget             | Whigs                |                                                          |
| 1794     | Arthur Paget              | Whigs                |                                                          |
| 1807     | Berkeley Paget            | Whigs                |                                                          |
| 1820     | Henry Paget               | Whigs                |                                                          |
| 1832     | Richard Williams-Bulkeley | Whigs                |                                                          |
|          | 1837                      | William Owen Stanley | Liberale                                                 |
| 1847     | Richard Williams-Bulkeley |                      | Liberale                                                 |
| 1868     | Richard Davies            |                      | Liberale                                                 |
| 1886     | Thomas Lewis              |                      | Liberale                                                 |
| 1895     | Ellis Ellis-Griffith      |                      | Liberale                                                 |
|          | 1918                      | Owen Thomas          | Laburista                                                |
|          | 1923                      | Robert Thomas        | Liberale                                                 |
| 1929     | Megan Lloyd George        |                      | Liberale                                                 |
|          | 1951                      | Cledwyn Hughes       | Laburista                                                |
|          | 1979                      | Keith Best           | Conservatore                                             |
|          | 1987                      | Ieuan Wyn Jones      | Plaid Cymru                                              |
|          | 2001                      | Albert Owen          | Laburista                                                |
|          | 2019                      | Virginia Crosbie     | Conservatore                                             |
|          | 2024                      | Llinos Medi          | Plaid Cymru                                              |

## Elezioni

### Elezioni negli anni 2020
| Partito                    | Partito                                             | Candidato                  | Risultati 4 luglio 2024 | Risultati 4 luglio 2024 |
| Partito                    | Partito                                             | Candidato                  | Voti                    | %                       |
| -------------------------- | --------------------------------------------------- | -------------------------- | ----------------------- | ----------------------- |
|                            | Plaid Cymru                                         | Llinos Medi                | 10 590                  | 32,46                   |
|                            | Conservatore                                        | Virginia Crosbie           | 9 953                   | 30,50                   |
|                            | Laburista                                           | Ieuan Môn Williams         | 7 619                   | 23,35                   |
|                            | Reform UK                                           | Emmett Jenner              | 3 223                   | 9,88                    |
|                            | Verdi                                               | Martin Schwaller           | 604                     | 1,85                    |
|                            | Lib Dem                                             | Leena Farhat               | 439                     | 1,35                    |
|                            | Monster Raving Loony                                | Sir Grumpus L Shorticus    | 156                     | 0,48                    |
|                            | Libertario                                          | Sam Andrew Wood            | 44                      | 0,13                    |
|                            |                                                     |                            |                         |                         |
| Iscritti                   | Iscritti                                            | Iscritti                   | 53 141                  | 100,00                  |
| ↳ Votanti (% su iscritti)  | ↳ Votanti (% su iscritti)                           | ↳ Votanti (% su iscritti)  | 32 628                  | 61,40                   |
| ↳ Astenuti (% su iscritti) | ↳ Astenuti (% su iscritti)                          | ↳ Astenuti (% su iscritti) | 20 513                  | 38,60                   |
|                            |                                                     |                            |                         |                         |
|                            | Esito: collegio passa da Conservatore a Plaid Cymru |                            |                         |                         |

### Elezioni negli anni 2010
| Partito                    | Partito                                           | Candidato                  | Risultati 12 dicembre 2019 | Risultati 12 dicembre 2019 |
| Partito                    | Partito                                           | Candidato                  | Voti                       | %                          |
| -------------------------- | ------------------------------------------------- | -------------------------- | -------------------------- | -------------------------- |
|                            | Conservatore                                      | Virginia Crosbie           | 12 959                     | 35,45                      |
|                            | Laburista                                         | Mary Roberts               | 10 991                     | 30,07                      |
|                            | Plaid Cymru                                       | Aled Ap Dafydd             | 10 418                     | 28,50                      |
|                            | Brexit                                            | Helen Jenner               | 2 184                      | 5,98                       |
|                            |                                                   |                            |                            |                            |
| Iscritti                   | Iscritti                                          | Iscritti                   | 51 925                     | 100,00                     |
| ↳ Votanti (% su iscritti)  | ↳ Votanti (% su iscritti)                         | ↳ Votanti (% su iscritti)  | 36 552                     | 70,39                      |
| ↳ Astenuti (% su iscritti) | ↳ Astenuti (% su iscritti)                        | ↳ Astenuti (% su iscritti) | 15 373                     | 29,61                      |
|                            |                                                   |                            |                            |                            |
|                            | Esito: collegio passa da Laburista a Conservatore |                            |                            |                            |

| Partito                    | Partito                                           | Candidato                  | Risultati 8 giugno 2017 | Risultati 8 giugno 2017 |
| Partito                    | Partito                                           | Candidato                  | Voti                    | %                       |
| -------------------------- | ------------------------------------------------- | -------------------------- | ----------------------- | ----------------------- |
|                            | Laburista                                         | Albert Owen                | 15 643                  | 41,86                   |
|                            | Conservatore                                      | Tomos Davies               | 10 384                  | 27,79                   |
|                            | Plaid Cymru                                       | Ieuan Wyn Jones            | 10 237                  | 27,40                   |
|                            | UKIP                                              | James Turner               | 624                     | 1,67                    |
|                            | Lib Dem                                           | Sarah Jackson              | 479                     | 1,28                    |
|                            |                                                   |                            |                         |                         |
| Iscritti                   | Iscritti                                          | Iscritti                   | 51 511                  | 100,00                  |
| ↳ Votanti (% su iscritti)  | ↳ Votanti (% su iscritti)                         | ↳ Votanti (% su iscritti)  | 37 367                  | 72,54                   |
| ↳ Astenuti (% su iscritti) | ↳ Astenuti (% su iscritti)                        | ↳ Astenuti (% su iscritti) | 14 144                  | 27,46                   |
|                            |                                                   |                            |                         |                         |
|                            | Esito: collegio passa da Conservatore a Laburista |                            |                         |                         |

| Partito                    | Partito                                | Candidato                  | Risultati 7 maggio 2015 | Risultati 7 maggio 2015 |
| Partito                    | Partito                                | Candidato                  | Voti                    | %                       |
| -------------------------- | -------------------------------------- | -------------------------- | ----------------------- | ----------------------- |
|                            | Laburista                              | Albert Owen                | 10 871                  | 31,13                   |
|                            | Plaid Cymru                            | John Rowlands              | 10 642                  | 30,47                   |
|                            | Conservatore                           | Michelle Willis            | 7 393                   | 21,17                   |
|                            | UKIP                                   | Nathan Gill                | 5 121                   | 14,66                   |
|                            | Lib Dem                                | Mark Rosenthal             | 751                     | 2,15                    |
|                            | Laburista Socialista                   | Liz Screen                 | 148                     | 0,42                    |
|                            |                                        |                            |                         |                         |
| Iscritti                   | Iscritti                               | Iscritti                   | 49 965                  | 100,00                  |
| ↳ Votanti (% su iscritti)  | ↳ Votanti (% su iscritti)              | ↳ Votanti (% su iscritti)  | 34 926                  | 69,90                   |
| ↳ Astenuti (% su iscritti) | ↳ Astenuti (% su iscritti)             | ↳ Astenuti (% su iscritti) | 15 039                  | 30,10                   |
|                            |                                        |                            |                         |                         |
|                            | Esito: collegio confermato a Laburista |                            |                         |                         |

| Partito                    | Partito                                | Candidato                  | Risultati 6 maggio 2010 | Risultati 6 maggio 2010 |
| Partito                    | Partito                                | Candidato                  | Voti                    | %                       |
| -------------------------- | -------------------------------------- | -------------------------- | ----------------------- | ----------------------- |
|                            | Laburista                              | Albert Owen                | 11 490                  | 33,36                   |
|                            | Plaid Cymru                            | Dylan Rees                 | 9 029                   | 26,21                   |
|                            | Conservatore                           | Anthony Ridge-Newman       | 7 744                   | 22,48                   |
|                            | Lib Dem                                | Matt Wood                  | 2 592                   | 7,53                    |
|                            | Indipendente                           | Peter Rogers               | 2 225                   | 6,46                    |
|                            | UKIP                                   | Elaine Gill                | 1 201                   | 3,49                    |
|                            | Cristiano                              | David Owen                 | 163                     | 0,47                    |
|                            |                                        |                            |                         |                         |
| Iscritti                   | Iscritti                               | Iscritti                   | 50 063                  | 100,00                  |
| ↳ Votanti (% su iscritti)  | ↳ Votanti (% su iscritti)              | ↳ Votanti (% su iscritti)  | 34 444                  | 68,80                   |
| ↳ Astenuti (% su iscritti) | ↳ Astenuti (% su iscritti)             | ↳ Astenuti (% su iscritti) | 15 619                  | 31,20                   |
|                            |                                        |                            |                         |                         |
|                            | Esito: collegio confermato a Laburista |                            |                         |                         |

### Elezioni negli anni 2000
| Partito                    | Partito                                | Candidato                  | Risultati 5 maggio 2005 | Risultati 5 maggio 2005 |
| Partito                    | Partito                                | Candidato                  | Voti                    | %                       |
| -------------------------- | -------------------------------------- | -------------------------- | ----------------------- | ----------------------- |
|                            | Laburista                              | Albert Owen                | 12 278                  | 34,62                   |
|                            | Plaid Cymru                            | Eurig Wyn                  | 11 036                  | 31,12                   |
|                            | Indipendente                           | Peter Rogers               | 5 216                   | 14,71                   |
|                            | Conservatore                           | James Roach                | 3 915                   | 11,04                   |
|                            | Lib Dem                                | Sarah Green                | 2 418                   | 6,82                    |
|                            | UKIP                                   | Elaine Gill                | 367                     | 1,03                    |
|                            | Legalise Cannabis                      | Tim Evans                  | 232                     | 0,65                    |
|                            |                                        |                            |                         |                         |
| Iscritti                   | Iscritti                               | Iscritti                   | 52 536                  | 100,00                  |
| ↳ Votanti (% su iscritti)  | ↳ Votanti (% su iscritti)              | ↳ Votanti (% su iscritti)  | 35 462                  | 67,50                   |
| ↳ Astenuti (% su iscritti) | ↳ Astenuti (% su iscritti)             | ↳ Astenuti (% su iscritti) | 17 074                  | 32,50                   |
|                            |                                        |                            |                         |                         |
|                            | Esito: collegio confermato a Laburista |                            |                         |                         |

| Partito                    | Partito                                          | Candidato                  | Risultati 7 giugno 2001 | Risultati 7 giugno 2001 |
| Partito                    | Partito                                          | Candidato                  | Voti                    | %                       |
| -------------------------- | ------------------------------------------------ | -------------------------- | ----------------------- | ----------------------- |
|                            | Laburista                                        | Albert Owen                | 11 906                  | 35,00                   |
|                            | Plaid Cymru                                      | Eilian Williams            | 11 106                  | 32,65                   |
|                            | Conservatore                                     | Albie Fox                  | 7 653                   | 22,50                   |
|                            | Lib Dem                                          | Nicholas Bennett           | 2 772                   | 8,15                    |
|                            | UKIP                                             | Francis Wykes              | 359                     | 1,06                    |
|                            | Indipendente                                     | Nona Donald                | 222                     | 0,65                    |
|                            |                                                  |                            |                         |                         |
| Iscritti                   | Iscritti                                         | Iscritti                   | 53 403                  | 100,00                  |
| ↳ Votanti (% su iscritti)  | ↳ Votanti (% su iscritti)                        | ↳ Votanti (% su iscritti)  | 34 018                  | 63,70                   |
| ↳ Astenuti (% su iscritti) | ↳ Astenuti (% su iscritti)                       | ↳ Astenuti (% su iscritti) | 19 385                  | 36,30                   |
|                            |                                                  |                            |                         |                         |
|                            | Esito: collegio passa da Plaid Cymru a Laburista |                            |                         |                         |

## Risultati dei referendum

### Referendum sulla permanenza del Regno Unito nell'Unione europea del 2016
|             | Collegio | Lasciare UE % | Rimanere in UE % |
| ----------- | -------- | ------------- | ---------------- |
|             | Ynys Môn | 50,9%         | 49,1%            |
| Galles      | 52,5%    | 47,5%         |                  |
| Regno Unito | 51,9%    | 48,1%         |                  |